# Романовський Сергій Калістратович
Сергій Калістратович Романовський (21 жовтня 1923, село Новосєльци Смоленського повіту Смоленської губернії, тепер Руднянського району Смоленської області, Російська Федерація — 17 квітня 2003, місто Москва) — радянський діяч, секретар ЦК ВЛКСМ, дипломат, голова Державного комітету СРСР з культурних зв'язків із зарубіжними країнами. Депутат Верховної Ради СРСР 7-го скликання. Кандидат історичних наук (1968), професор. Член Бюро ЦК ВЛКСМ з 27 березня 1954 по жовтень 1959 року.

## Біографія
Народився в родині службовця. У 1933 році разом із батьками перехав до міста Уфи Башкирскої АРСР, де закінчив середню школу. У 1938 році вступив до комсомолу.
У 1940—1941 роках — студент історичного факультету Казанського державного університету.
У жовтні 1941—1944 роках — служба в Червоній армії, учасник німецько-радянської війни. Брав участь в боях за Москву і Сталінград, воював на Брянському, Західному, 2-му Білоруському фронтах; капітан, командир батальйону. У квітні 1944 року демобілізований через поранення.
Член ВКП(б) з червня 1943 року.
У 1944 році — старший викладач кафедри військової справи Уфимського авіаційного інституту.
У 1944—1948 роках — студент Московського державного інституту міжнародних відносин. Одночасно в 1947—1948 роках —  заступник голови Антифашистського комітету радянської молоді (АКРМ).
З червня 1948 року — заступник завідувача іноземного відділу, редактор по іноземному відділі, член редколегії газети «Комсомольская правда».
У 1950—1951 роках — заступник голови АКРМ. У 1951—1953 роках — секретар Всесвітньої федерації демократичної молоді (у місті Будапешт). З листопада 1953 року — заступник голови, а в травні 1954—1956 роках — голова Антифашистського комітету радянської молоді (АКРМ).
У червні 1956 — березні 1960 року — голова Комітету молодіжних організацій СРСР і одночасно в 1957—1959 роках — секретар ЦК ВЛКСМ.
У 1959—1960 роках — заступник міністра культури СРСР.
У 1960 році — заступник, у 1960—1962 роках — 1-й заступник голови, а в квітні 1962 — грудні 1965 року — голова Державного комітету РМ СРСР з культурних зв'язків із зарубіжними країнами. Одночасно у квітні 1962 — жовтні 1965 року — міністр СРСР. У 1965—1968 роках — голова Комітету з культурних зв'язків із зарубіжними країнами при РМ СРСР, голова Комісії СРСР у справах ЮНЕСКО, член Колегії МЗС СРСР.
18 січня 1968 — 2 квітня 1975 року — надзвичайний і повноважний посол СРСР в Норвегії (вірчі грамоти вручені 27 лютого 1968 року).
30 квітня 1975 — 30 жовтня 1984 року — надзвичайний і повноважний посол СРСР в Бельгії (вірчі грамоти вручені 23 травня 1975 року).
У 1984—1986 роках — 1-й заступник голови Всесоюзного агентства з авторських прав.
22 квітня 1986 — 25 грудня 1991 року — надзвичайний і повноважний посол СРСР в Іспанії і за сумісництвом постійний представник СРСР при Всесвітньої туристської організації в Мадриді (з вересня 1986 року).
У 1992—1993 роках — посол з особливих доручень Російської Федерації.
У 1993—1997 роках — ректор Дипломатичної академії Міністерства закордонних справ (МЗС) Російської Федерації.
Потім — на пенсії в місті Москві. Похований на Троєкурівському цвинтарі Москви.

## Нагороди
- орден Дружби народів
- орден «Знак Пошани»
- орден Вітчизняної війни І ст. (6.11.1985)
- орден Червоної Зірки (22.02.1943)
- ордени
- медалі